# Необыкновенное лето (фильм, 1957)
«Необыкновенное лето» — советский фильм режиссёра Владимира Басова, экранизация одноимённого романа Константина Федина. Вторая часть кинодилогии, начатая в фильме «Первые радости» (1956).

## Сюжет
1919 год. Саратов. Новые перипетии судьбы бывшего студента Кирилла Извекова, ныне комиссара Красной Армии, от разгрома врангелевской дивизии и взятия Саратова до всепоглощающей любви к актрисе местного театра Аночке.

## В ролях
- Виктор Коршунов — Кирилл Извеков
- Роза Макагонова — Аночка Парабукина
- Владимир Емельянов — Пётр Рагозин
- Юрий Яковлев — Василий Дибич
- Михаил Названов — Пастухов
- Владимир Соловьёв — Меркурий Мешков
- Борис Новиков — Шубников
- Владимир Дружников — Цветухин
- Ольга Жизнева — Вера Извекова
- Афанасий Кочетков — матрос Страшнов
- Глеб Стриженов — Ипат Ипатьев
- Георге Георгиу — Анатолий Ознобишин
- Татьяна Конюхова — Лиза Мешкова
- Валентина Ушакова — Анастасия Пастухова
- Александр Роговин — Зубинский
- Иван Воронов — Полотенцев
- Степан Борисов — командир конницы

## Съёмочная группа
- Сценарист: Алексей Каплер
- Режиссёр: Владимир Басов
- Оператор: Тимофей Лебешев
- Композитор: Михаил Зив
- Художник по костюмам: Валентин Перелётов